# 네이팜 데스
네이팜 데스(Napalm Death)는 1982년 영국의 버밍엄 근처의 메리든에서 니콜라스 벌른과 마일즈 레트렛지에 의해 결성된 밴드이다. 이들은 처음으로 스래시 메탈과 하드코어 펑크를 접목시킨 그라인드코어라는 새로운 장르를 개척했다고 알려져 있다. 초기의 명반들 Scorn, From Enslavement to Obliteration은 하나의 전설이 되었으며 현재는 밴드에 초기 멤버가 전혀 남아있지 않다.
네이팜 데스의 멤버들은 Godflesh, Cathedral, 스콘 같은 밴드 출신이다. 특히 빌 스티어는 카르카스의 리더로 명반 Heartwork로 메탈 팬들에게 잘 알려져 있다. 추가로 멤버들은 Painkiller, Brujeria, Lock Up, Meathook Seed, Defecation, Teeth of Lions, Rules the Divine, Jesu 같은 많은 양의 사이드 프로젝트들을 진행했다.
네이팜 데스가 그라인드코어를 자신들의 음악을 표현하기 위해 처음으로 사용했다고 하더라도 다른 밴드들도 유사한 음악을 해왔다. Siege, Larm, Heresy, Cryptic Slaughter들도 네이팜 데스와 같은 빠르고 난폭한 스타일의 음악을 연주해왔다. 그래도 네이팜 데스는 펑크의 공격성, 빠른 속도의 템포, 헤비한 보컬 등을 잘 접목시켜 그라인드코어라는 장르를 굳혔다.

## 구성원

### 현재 구성원
- 마크 "바니" 그린웨이(Mark "Barney" Greenway) - 보컬
- 셰인 엠뷰리(Shane Embury) - 베이스
- 밋치 헤리스(Mitch Harris) - 기타
- 대니 헤레라(Danny Herrera) - 드럼

### 전임 멤버
- 니콜라스 벌른(Nicolas Bullen) - 보컬, 베이스
- 마일즈 래트렛지(Miles Ratledge) - 드럼
- 그레엄 로벗슨(Graham Robertson) - 베이스, 기타
- 핀버 퀸(Finbar Quinn) - 베이스
- 데릴 '시드' 피데스키(Daryl 'Sid' Fideski) - 기타
- 사이먼 오펜헤이머(Simon Oppenheimer) - 기타
- 저스틴 브로드릭(Justin Broadrick) - 기타
- 피트 쇼(Pete Shaw) - 베이스
- 믹 헤리스(Mick Harris) - 드럼
- 제임스 위틀리(James Whitley) - 베이스
- 리 도리안(Lee Dorrian) - 보컬
- 빌 스티어(Bill Steer) - 기타
- 프랭크 힐리(Frank Healy) - 기타
- 필 베인(Phil Vane) - 보컬
- 제씨 핀테도(Jesse Pintado) - 기타

## 음반목록

### 정규앨범
- Scum (1987)
- From Enslavement to Obliteration (1988)
- Harmony Corruption (1990)
- Utopia Banished (1992)
- Fear, Emptiness, Despair (1994)
- Diatribes (1996)
- Inside the Torn Apart (1997)
- Words from the Exit Wound (1998)
- Enemy of the Music Business (2000)
- Order of the Leech (2002)
- The Code Is Red...Long Live the Code (2005)
- Smear Campaign (2006)
- Time Waits for No Slave (2009)
- Utilitarian (2012)
- Apex Predator – Easy Meat (2015)
- Throes of Joy in the Jaws of Defeatism (2020)